# Den russisk-ortodokse kirke
Den russisk-ortodokse kirke er i dag den største af de ortodokse kirker, og har mere end 150 millioner medlemmer(2011). Frem til 1917 var den ortodokse kirke statskirke, og den har på en helt speciel måde været identificeret med russisk kultur og historie.

## Oprindelsen
Den russiske kirke var i begyndelsen en datterkirke af den byzantinske. I det 9. århundrede kom evangeliet til slaverne på Balkanhalvøen, og i det 10. århundrede nåede det op til de russiske slaver. Evangeliets ældste historie hos dem er dog indhyllet i sagn. Den første overgang til kristendommen fra fyrstelig side var den hellige Olgas, men virkningen af hendes omvendelse kendes i øvrigt ikke. I slutningen af det 10. århundrede tog evangeliseringen derimod fart. 988 blev storfyrst Vladimir af Kijev omvendt og døbt. Han ønskede nemlig at få en konstantinopolitansk prinsesse til ægte, og hans ønske blev opfyldt, dog på betingelse af hans overgang til kristendommen. Muligvis har politiske forhold også spillet en rolle. Grækerne trængte til en støtte, og hidtil havde russerne været alt andet end behagelige naboer. På den anden side havde den græske kirke endnu en stærk trang til at missionere, og denne indre trang blev yderligere øget ved den tiltagende adskillelse fra og konkurrence med den romerske kirke, som allerede havde fået fast fod blandt de vestligste slaver. Russerne blev imidlertid uden vanskelighed vundne for den græsk-katolske kirke, og fra slaverne på Balkanhalvøen kom liturgi og oversættelser af de hellige skrifter op til det ny kristne folk. Fra første færd kom den russiske kirke således til at stå i afhængighedsforhold til de græske kirkeafdelinger. Om evangeliets gang i Rusland vides kun lidt. Der dannede sig snart munkesamlinger efter græske forbilleder, og askesen holdt sit indtog, men det varede længe, inden de store masser blev blot til en vis grad kristnede.

## Metropolitten i Kijev
Den højeste gejstlige i den ny kirke blev metropolitten i Kijev. Han udnævntes og sendtes fra Konstantinopel og betragtedes selvfølgelig som den konstantinopolitanske patriarks underordnede. Dette forhold varede ved til midt i 13. århundrede. Da bevirkede de urolige politiske forhold, navnlig under mongolernes fremtrængen i 1240, at russerne selv ordinerede deres metropolit og blot lod valget bekræfte i Konstantinopel. Nogen betydningsfulde skikkelser på denne tid var den hellige Sergei af Radonesj (død 1392) og ikonmaleren Andrej Rubljov. Endelig kom det til en kirkepolitisk spaltning i det 15. århundrede. Ved unionskoncilet mellem østens og vestens kirker i Firenze 1439 havde også den russiske metropolit, Isidor, som nu residerede i Moskva, været til stede, men da han var kommet hjem igen og havde berettet om unionen, rejste der sig en almindelig stemning mod enhver forbindelse med vesten, metropolitten blev afsat, en ny valgt, og storfyrsten af Moskva meddelte den græske kejser, at han for fremtiden ønskede selv at udnævne sin metropolit. Kirken blev selvstændig i 1448. Afgørende betydning for den russiske kirkes politiske selvstændiggørelse fik dog først og fremmest Konstantinopels fald 1453. Da blev den russiske kirke overladt til sig selv, og da blev den først rigtig en national kirke. Men samtidig kom den også mere og mere under statsmagtens, og det vil atter sige zarens indflydelse.

## Kirken bliver selvstændig
1589 fik Rusland sin egen patriark, og dermed var selvstændigheden og ortodoksien officielt slået fast. Det ny patriarkat blev nemlig officielt anerkendt af de gamle patriarker. Kirken trængte imidlertid på denne tid i høj grad til reformer, navnlig på det liturgiske område, hvor man endnu havde bevaret de ældste former, men først Nikon lykkedes det at få de nødvendigste reformer gennemført. Under Peter den Store blev kirkens afhængighed af statsmagten gjort endnu større, thi da patriarkstolen 1702 blev ledig, lod han den først stå ubesat i tyve år, og der efter tilegnede han sig selv 1721 patriarkatets kirkepolitiske myndighed og indsatte som øverste leder i kirken på det mere åndelige område et kollegium af gejstlige og lægfolk, Den Hellige Synode. Men faktisk blev zaren temmelig enevældig i kirken. Det var således ham, der udnævnte Synodens medlemmer. Under Katharina 2. overtog staten kirkegodset, og dermed fulgte, at også præsteskabets uddannelse kom til at ligge i statens hånd.

## Tiden omkring 1. verdenskrig
Den russiske kirke anså sig for oldkirkens ortodokse arvtager og følte sig også kaldet til at være beskytter for alle græsk-katolske samfund uden for Ruslands grænser, inden for selve riget søgte den hellige Synode af al kraft at skabe dogmatisk og liturgisk enhed, og proselytmageriet trivedes ret frodig, men dog blev enheden langt fra gennemført. Der fandtes mange sekter. Kirkens lære stemte ganske med den græske kirkes, kun på enkelte punkter spores nogen forskel. Således kræver den græske kirke, at romersk-katolske og protestantiske proselytter skal gendøbes ved overgangen, mens den russiske kirke, navnlig af politiske grunde, ikke kræver dette. Enkelte af den russiske kirkes ledende mænd i århundredernes løb har personlig været påvirket af protestantismen, men i selve den russiske kirke sporedes slig påvirkning ikke før efter den russiske revolution og forfølgelserne. Den russiske kultus lignede også ganske den græske: der var ingen fællessang og intet orgel, kun korsang, og såre sjældent prædikener, gudstjenesten bestod i det væsentlige kun af en række bestemte bønner og ceremonier. Helgendyrkelse og ikke mindst billeddyrkelse spillede en stor rolle, og ligeledes fasterne, der overholdes strengt. I nyere tid er der dog kommet adskillige dispensationer på fasternes område. Ejendommelig for den russiske kirke er de såkaldte Jordansfester, der holdes tre gange årlig. Ved disse indvier man vand, idet man dukker helgenbilleder ned i det, og vandet får derved velsignende kraft. Ejendommelig var også en fest hver 7. marts i den kasanske kirke i Petrograd, ved hvilken alle kirkelige og politiske kættere højtidelig bandlystes.
I kirkens organisation rådede før revolutionen Cæsareopapismen. Alle Den hellige Synodes bestemmelser skulde stadfæstes af zaren. Endog helgenkanonisationer skete ifølge kejserlig bestemmelse. Synoden bestod af 8—12 medlemmer, og dens ledende formand kaldtes generalprokurør. Riget var delt i bispedømmer (i det europæiske Rusland, mellem 50 og 60), og bispedømmerne faldt gennemgående sammen med guvernementerne. Biskoppen var underlagt Den hellige Synode, men beherskede fuldstændig sine underordnede, præster og munke, havde ordinationsret og også strafferet. Præsterne (poperne) deltes i forskellige klasser, og under præsterne stod atter diakonerne. Munkevæsenet i den russiske kirke lignede ganske munkevæsenet i Østens øvrige kirkeafdelinger. Første verdenskrig, Februarrevolutionen og Oktoberrevolutionen forandrede imidlertid den russiske kirkes ydre og indre forhold.

## Sovjettiden
Efter revolutionen blev stat og kirke adskilt. Fra 1922–23 indledte staten en omfattende forfølgelse af kristne, og tusinder af præster, munke og nonner blev henrettet eller omkom i arbejdslejre[kilde mangler]. Kirken blev frataget al ejendom og alle rettigheder, og ateisme blev statens officielle ideologi. Patriarken blev erstattet med en synode fra 1925–1943. Under 2. verdenskrig fik kirken igen en vis frihed, som følge af Stalins understregning af krigen som en patriotisk krig. Efter krigen blev den antireligiøse politik genoptaget, men det kom dog ikke til direkte forfølgelse som i 1930erne og 40erne.

## Nutiden
Fra 1980'erne og efter Sovjetunionens opløsning har kirken igen fået omfattende indflydelse i Rusland. 
Det russiske angreb på Ukraine i 2014 og især i 2022 har betydet, at det ukrainske ortodokse kirke har løsrevet sig fra moderkirken. Den løsrivelse er dog ikke officielt godkendt.I 2023 besluttede Ukraine at flytte fejringen af julen fra den traditionelle dato - 7. januar - til den 25. december  
Den nuværende patriark i Moskva er Kirill af Moskva (Vladimir Michajlovitj Gundjajev).